# Democrazia e Autonomia
Democrazia e Autonomia (DemA) és un partit polític d'Itàlia, amb seu a la Campània. El seu fundador i líder és Luigi de Magistris, antic alcalde de Nàpols i antic eurodiputat per Itàlia dels Valors.

## Història
DemA es va crear com a associació el 2015. A les eleccions municipals de 2016 a Nàpols, DemA va donar suport a la reelecció de Luigi de Magistris com a alcalde (42,8% de sufragis a la primera volta i 66,9% a la segona volta) juntament amb el Partit de la Refundació Comunista, la Federació dels Verds, la Itàlia de Valors i altres partits.
El desembre de 2018, De Magistris va presentar una nova coalició política d'organitzacions polítiques d'esquerra amb la intenció de presentar-se a les eleccions al Parlament Europeu de 2019.